# 奥列格·维尔尼亚耶夫
奥列格·于利尤维奇·维尔尼亚耶夫（烏克蘭語：Олег Юрійович Верняєв，1993年9月29日—）生于顿涅茨克，是一名乌克兰男子竞技体操运动员，曾就读于顿涅茨克州立学院。维尔尼亚耶夫7岁时开始练习体操，2009年开始移居至基辅。2015年，他成为历史上第一位在体操世界杯中获得总排名第一的乌克兰选手。

## 外部連結
- 奥列格·维尔尼亚耶夫在国际奥林匹克委员会的资料